# سارة ستوري
سارة ستوري (بالإنجليزية: Sarah Storey) هي دراجة بريطانية، ولدت في 26 أكتوبر 1977 في Eccles, Greater Manchester ‏ في المملكة المتحدة.

## وصلات خارجية
- سارة ستوري على موقع الاتحاد الدولي للدراجات (الإنجليزية)
- سارة ستوري على موقع أرشيف الدراجات (الإنجليزية)
- سارة ستوري على موقع إحصائيات الدراجات الإحترافية (الإنجليزية)
- سارة ستوري على موقع Paralympic.org (الإنجليزية)
- سارة ستوري على موقع اللجنة البارالمبية البريطانية (الإنجليزية)
- سارة ستوري على موقع اتحاد ألعاب الكومنولث (مؤرشف) (الإنجليزية)
- سارة ستوري على موقع IMDb (الإنجليزية)